# Aeropuerto Lien Khuong
El Aeropuerto Lien Khuong   (Sân bay Liên Khương) está localizado en  Đà Lạt, Lâm Đồng, Vietnam.  Este aeropuerto tiene una pista de aterrizaje de 2400 m x 45 m (concreto), capaz para servir el avión de la gama del midium como Airbus A321. El aeropuerto ha sido adaptardo a las normas internacionales en 2009. El aeropuerto puede servir a 2 millones de pasajeros al año. Las rutas internacionales se iniciarán en 2010. Hasta finales de 2009 se pudo volar en rutas nacionales a Hanói y Ho Chi Minh. Las rutas aéreas en el futuro cercano son: Can Tho, Da Nang, Camboya, Laos, Singapur, Corea del Sur.

## Aerolíneas y destinos
- Vietnam Airlines (Hanói) (Aeropuerto internacional de Noi Bai)
- Vietnam Airlines (Ciudad Ho Chi Minh)